# Foarfece

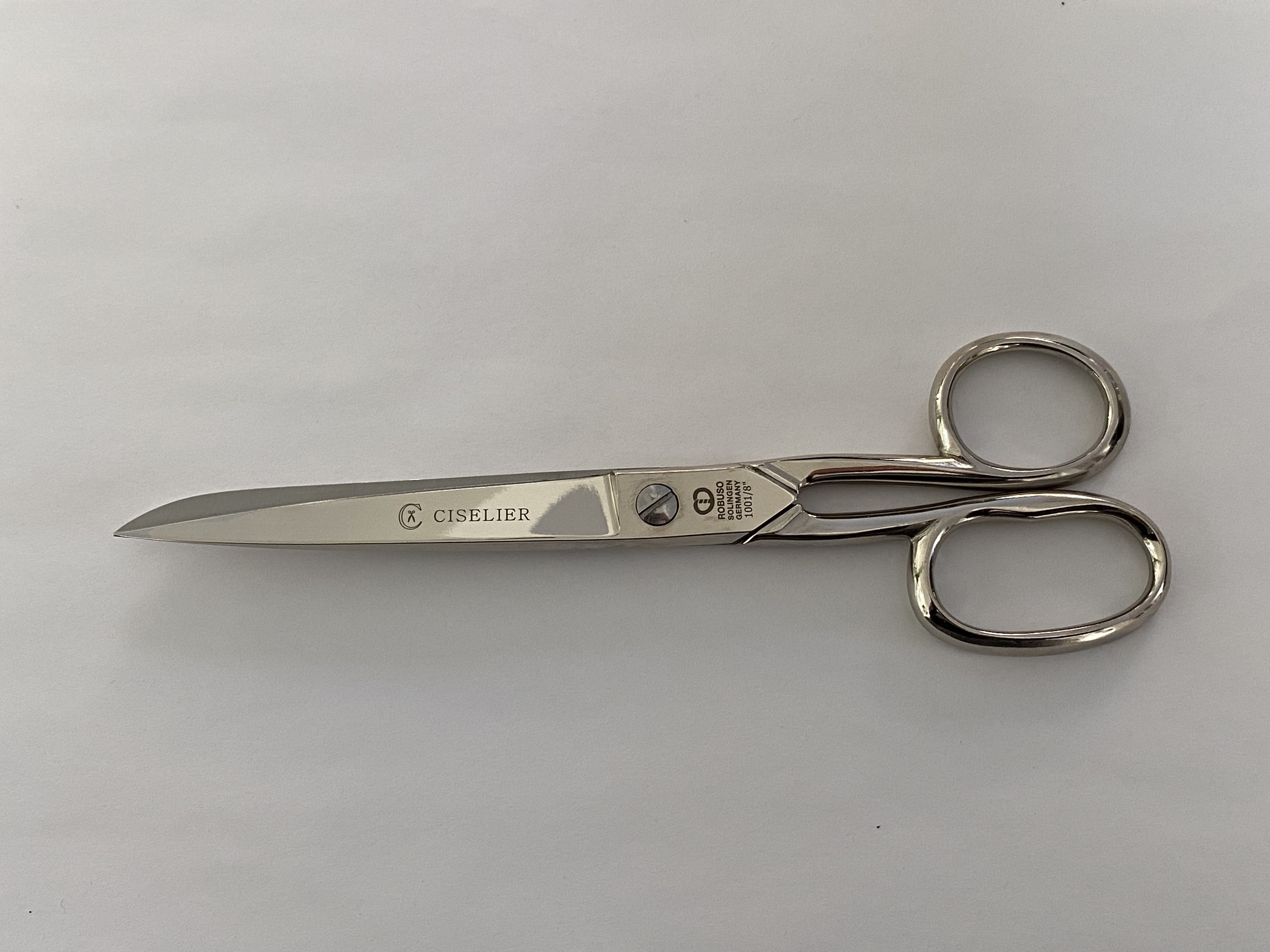
Foarfecă

Foarfecele (sau foarfeca, foarfec) este o unealtă (sculă) sau mașină unealtă, a cărei parte activă este formată din două lame alăturate, cu tăișurile în același plan și mișcările relative de translație sau de rotație în sensuri opuse. Este utilizat la tăierea diferitelor materiale. Procesul de tăiere este efectuat prin introducerea materialului între lamele foarfecelui, care pot fi acționate manual sau mecanic.

## Foarfece de mână
La foarfecele de mână cele două lame sunt de obicei articulate între ele la mijloc cu un bolț sau un șurub, formând un sistem de pârghii de gradul I. În acest caz, fiecare dintre lame are la capătul de care foarfecele este ținut câte un mâner inelar în care intră degetele. Altă variantă este când cele două lame sunt articulate la capătul opus lamelor active, printr-o articulație elastică (arc), care asigură deschiderea lamelor. Acționarea cu mâna se face la mijloc, cele două lame formând un sistem de pârghii de gradul al II-lea.

Foarfece articulate ca pârghii de gradul I
Foarfece de frizer
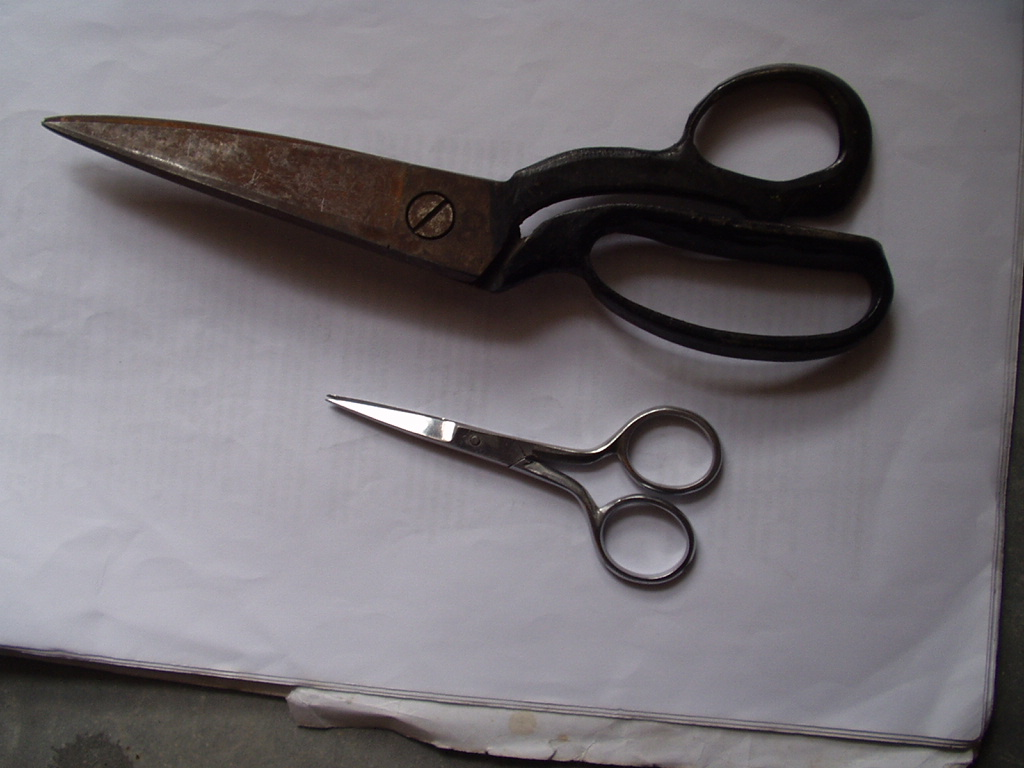
Foarfece de croitorie
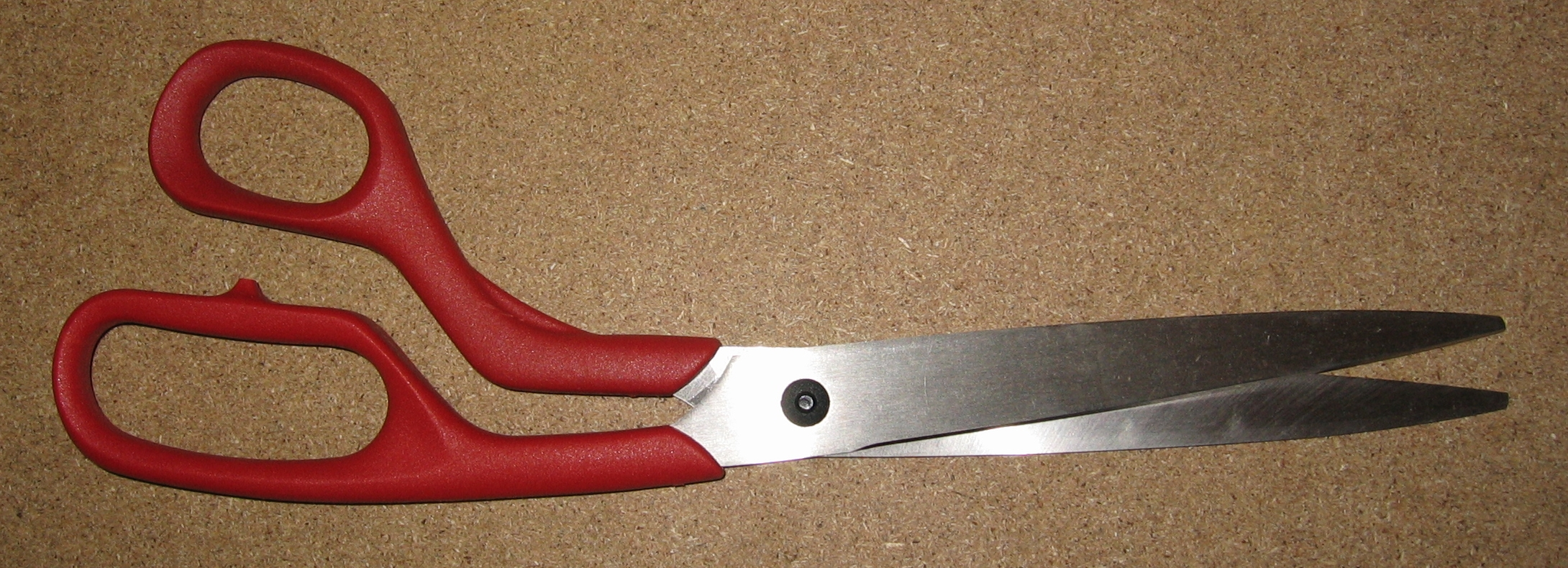
Foarfece de tapet
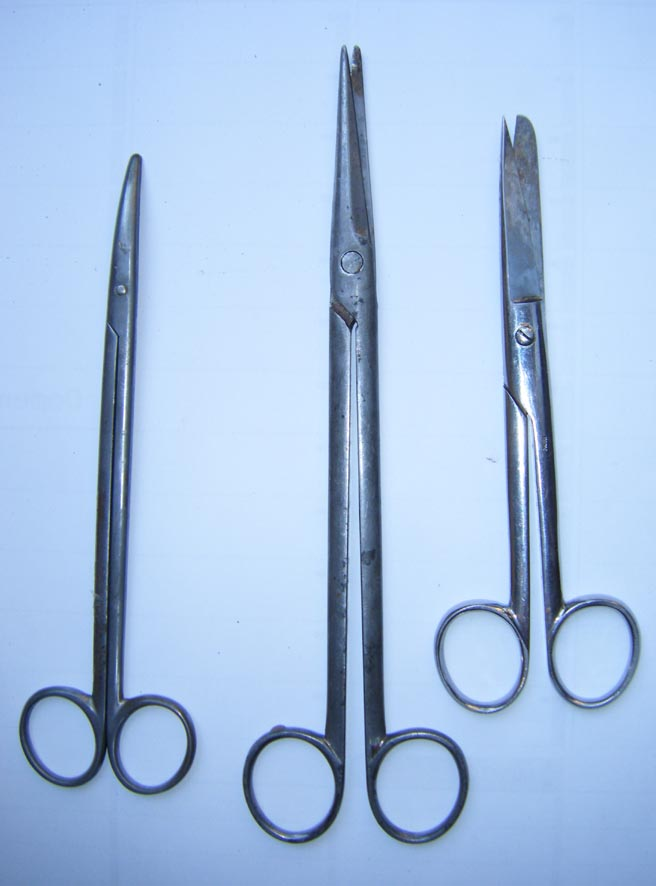
Foarfece chirurgicale

Foarfece articulate ca pârghii de gradul al II-lea
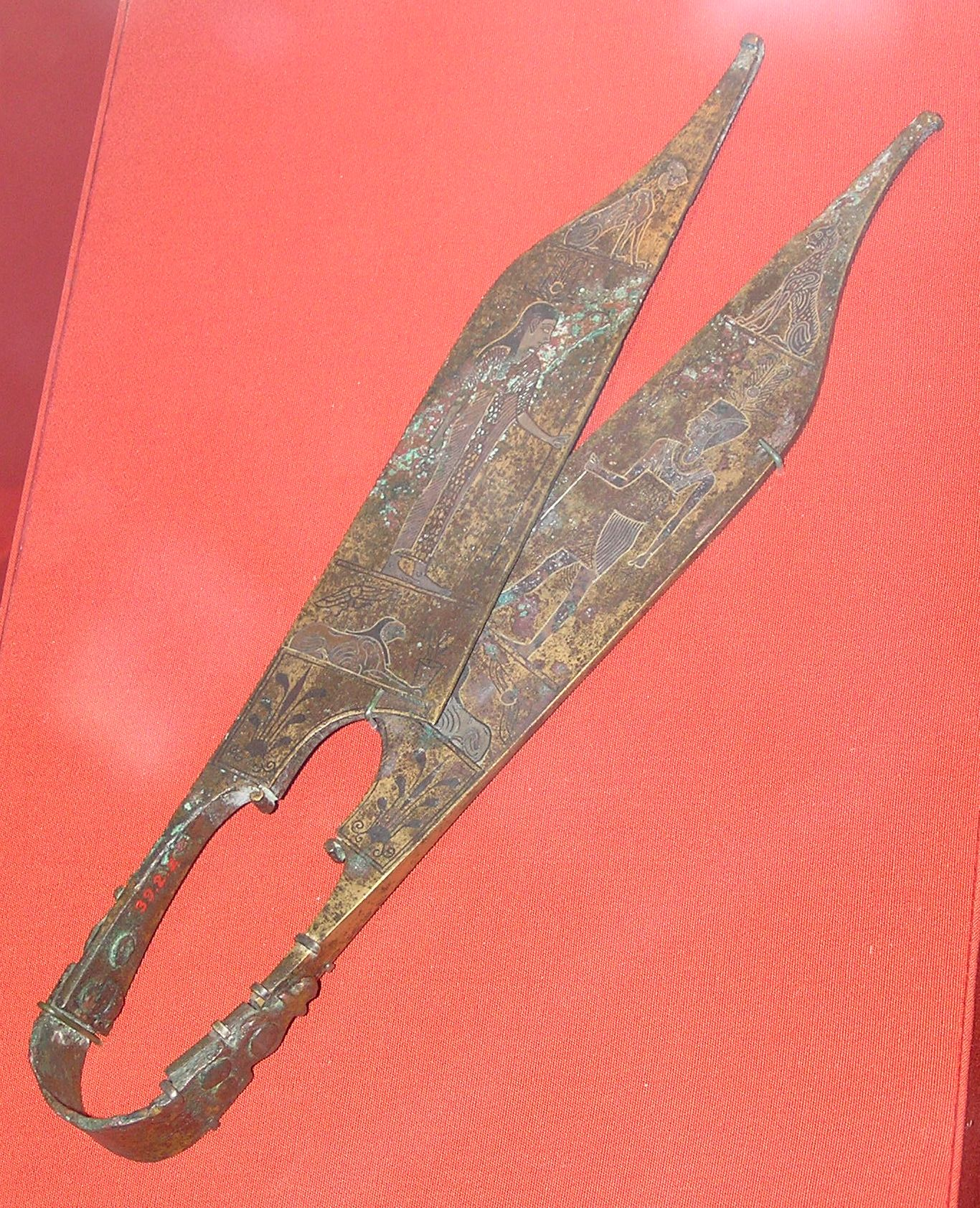
Foarfece de bronz din sec. al II-lea î.Hr.
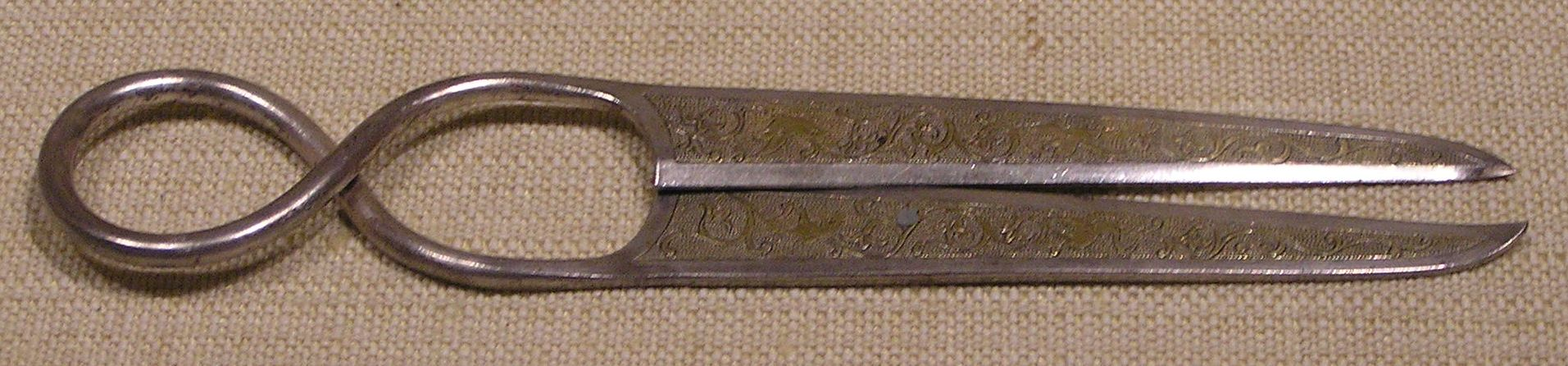
Foarfece chinezesc din timpul dinastiei Tang
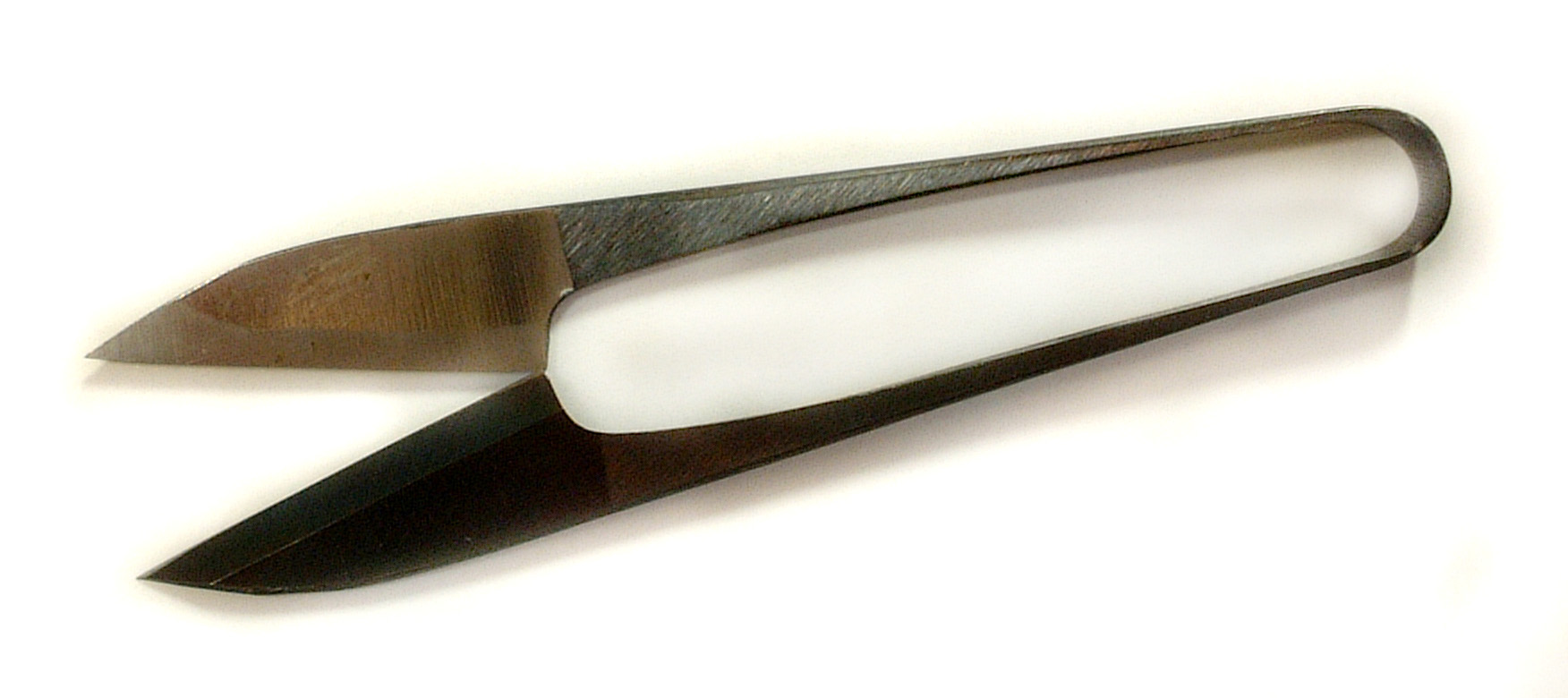
Foarfece japonez de croitorie (nigiribasami)
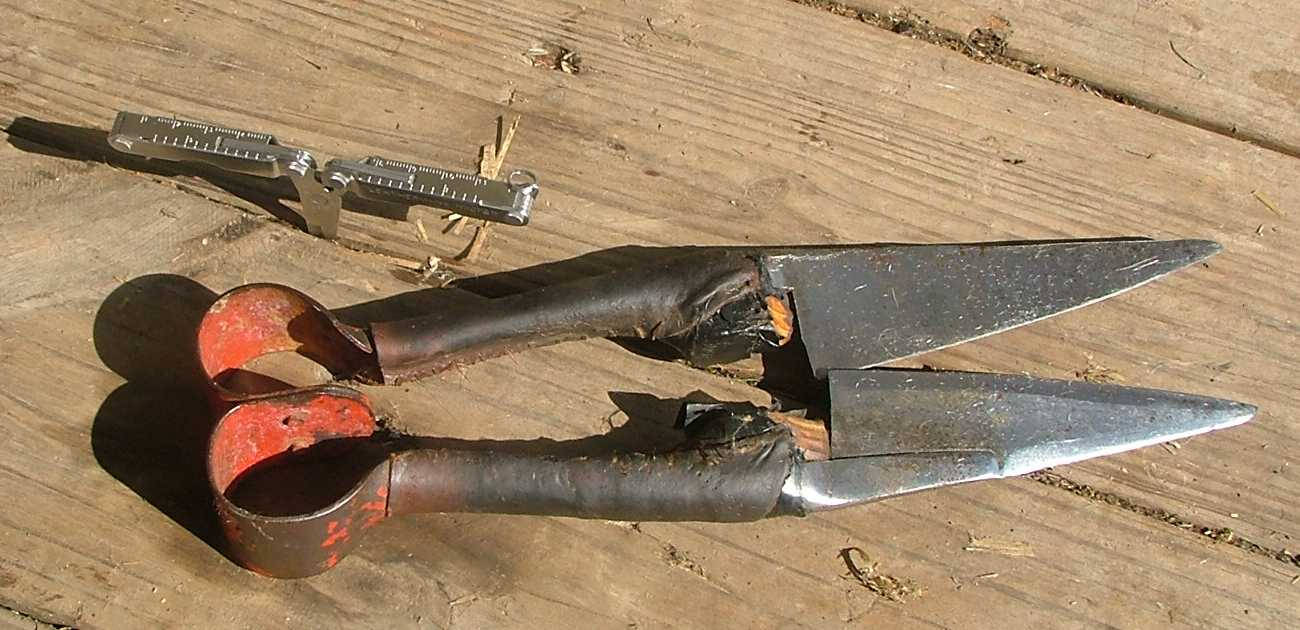
Foarfece de tuns oi.

Utilizări:
- De către frizeri, pentru tăierea părului în cadrul realizării tunsorilor.
- De către ciobani, la tunsul oilor.
- De către agricultori și grădinari, la fasonarea sau retezarea plantelor.
- De către pomicultori, la întreținerea livezilor.
- De către viticultori, la întreținerea viilor.
- De către croitori, la tăierea materialelor textile.
- De către orice alt utilizator care are nevoie să taie un material care se pretează a fi tăiat cu foarfecele.

Foarfece specializate
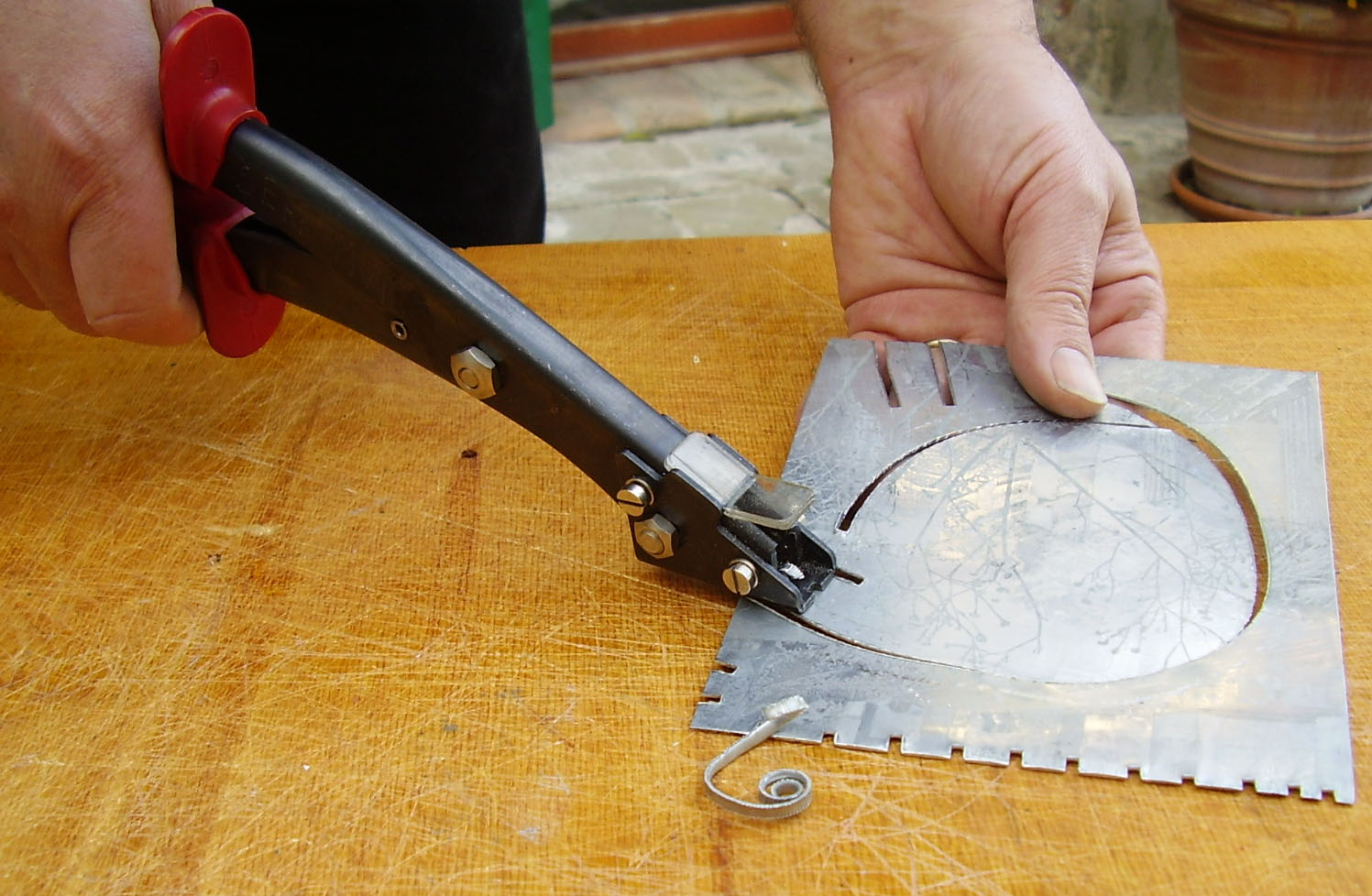
Foarfece manual de tăiat tablă cu tăietură dublă.
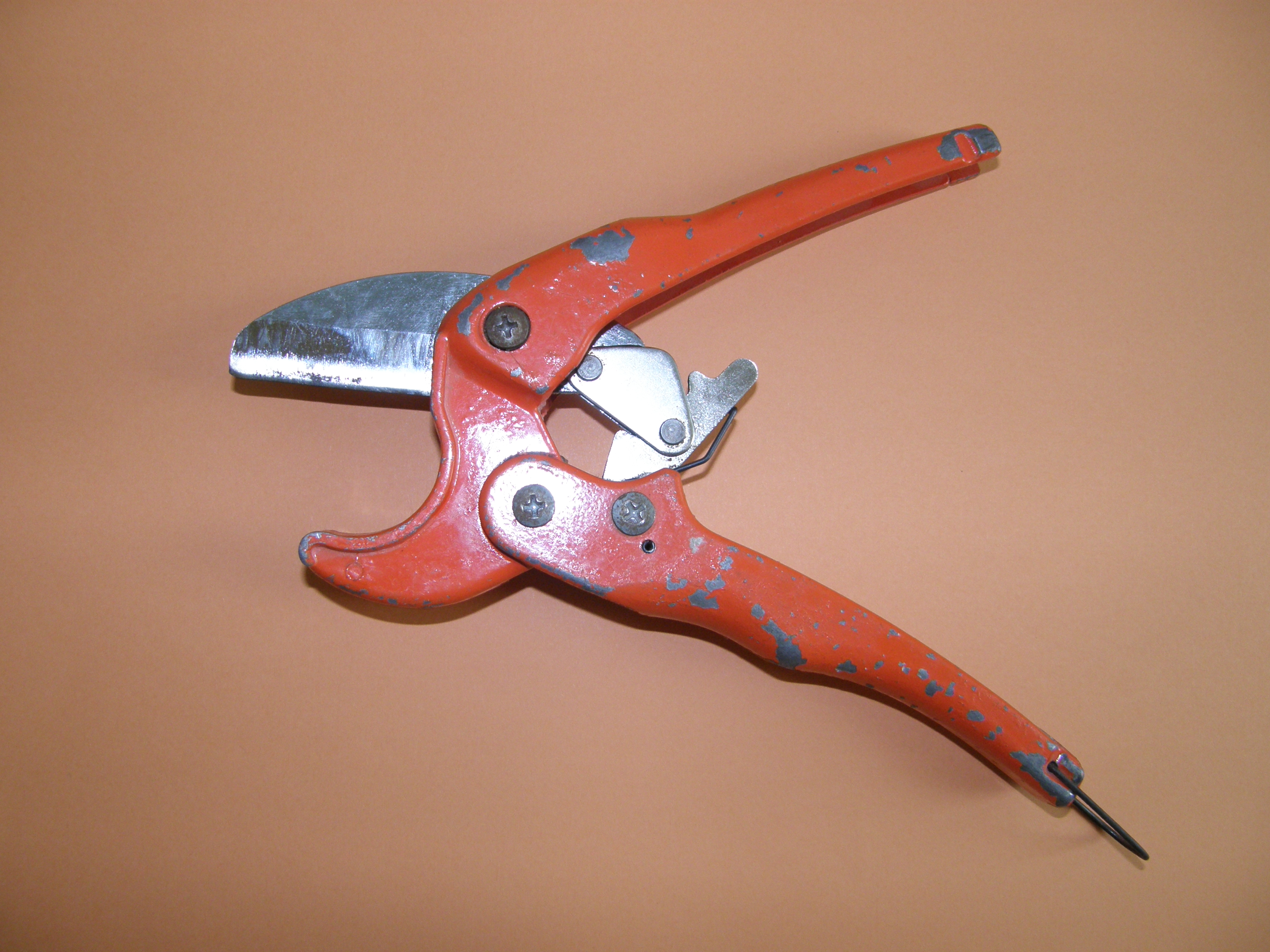
Foarfece de tăiat țevi.
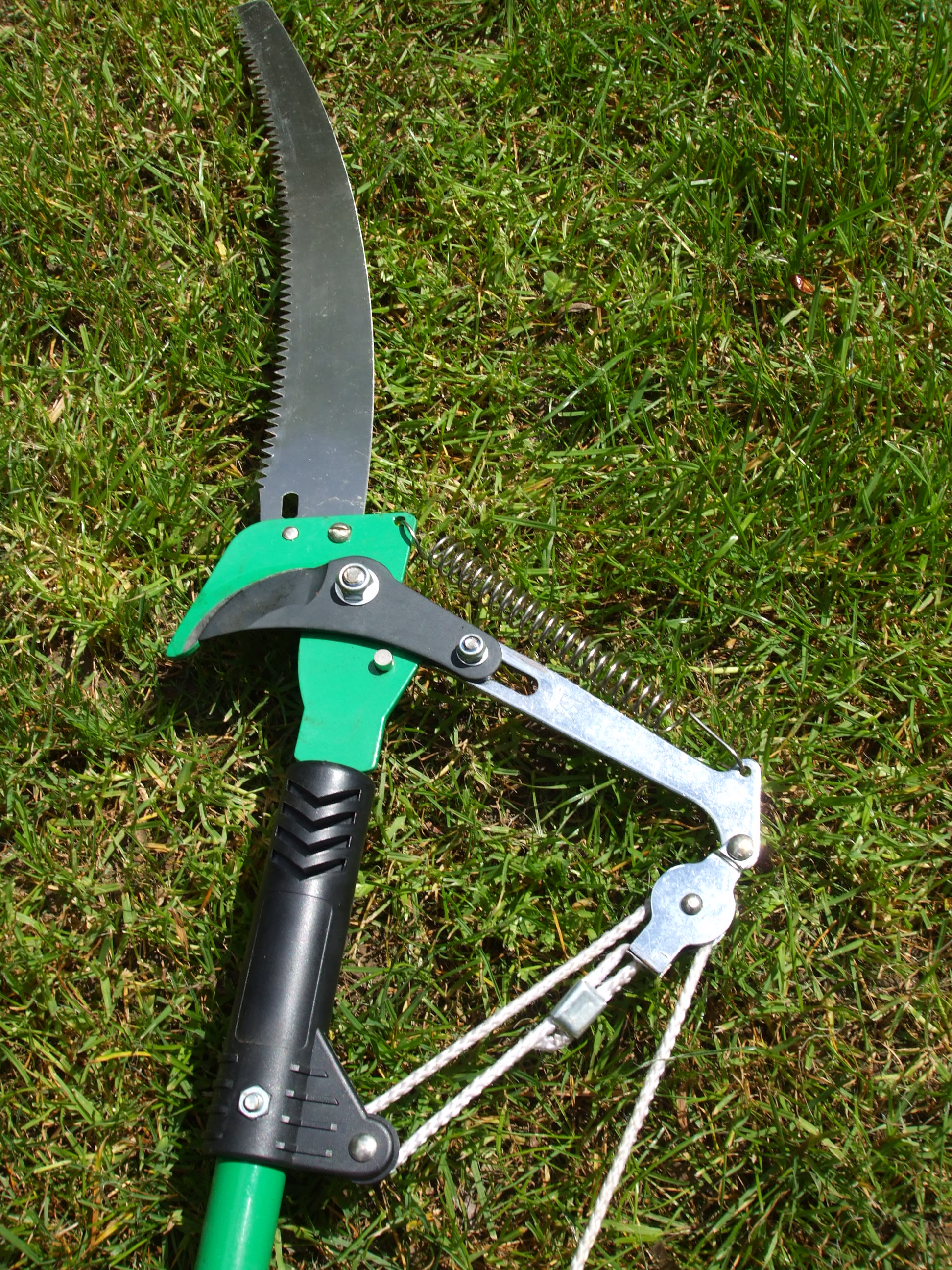
Foarfece de tuns pomi.
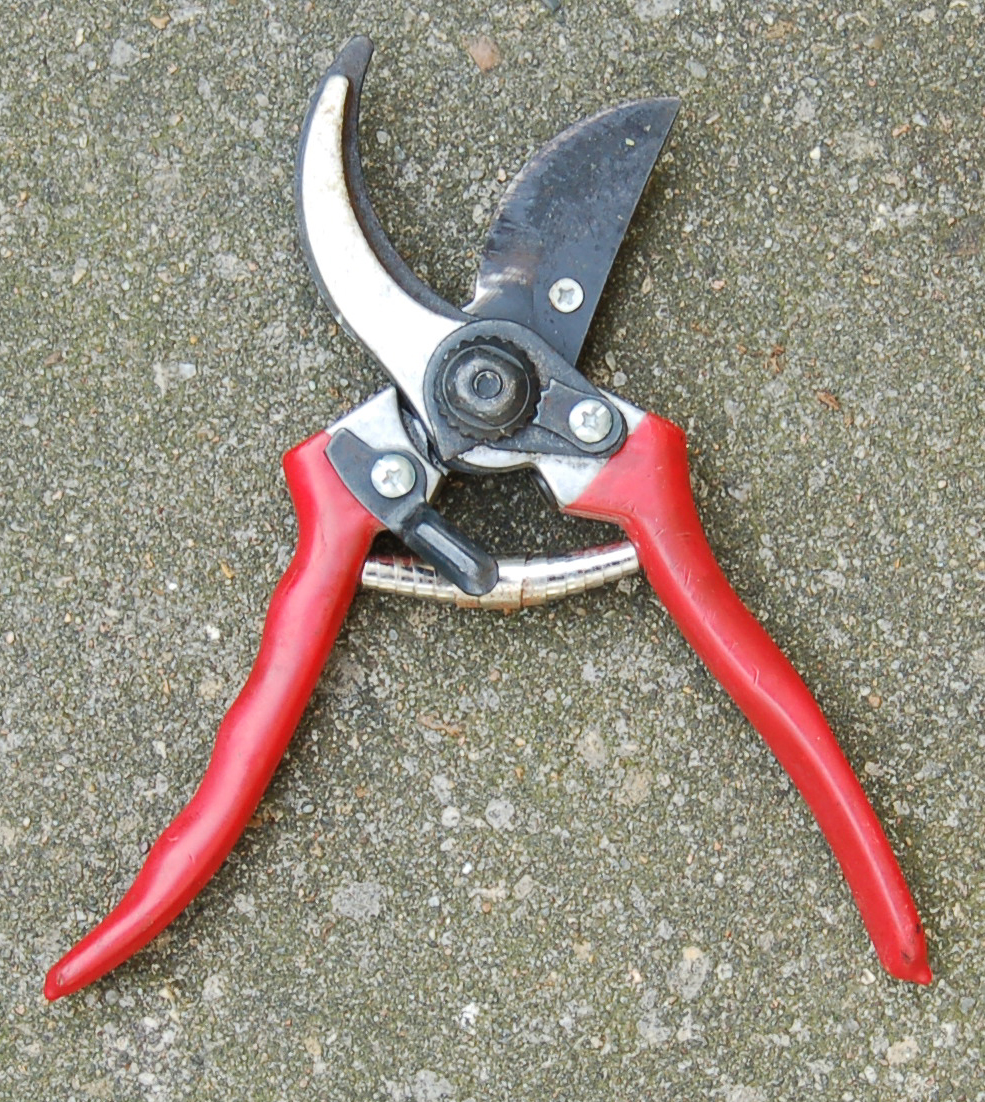
Foarfece de tuns via.

### Foarfecele de frizer
Frizerii folosesc foarfece specializate pentru diverse operații. Există foarfece de tuns, foarfece de filat (rărirea sau subțierea uniformă a părului) și foarfece de modelat. Foarfecele are ambele lame dințate fin și taie la o închidere aproximativ o treime din numărul firelor de păr. Foarfecele de modelat este dințat doar pe o lamă și taie la o închidere aproximativ jumătate din numărul firelor de păr.

## Foarfece mecanic
La foarfecele mecanic industrial, lama de jos (inferioară) este de obicei fixă, tăierea materialului realizându-se prin deplasarea comandată în jos a celei de sus tangențial pe lângă cea fixă, materialul interpus fiind astfel separat în două părți. Altă variantă de foarfece are lamele în formă de roți ascuțite care se rotesc în sensuri opuse.

Foarfece specializate
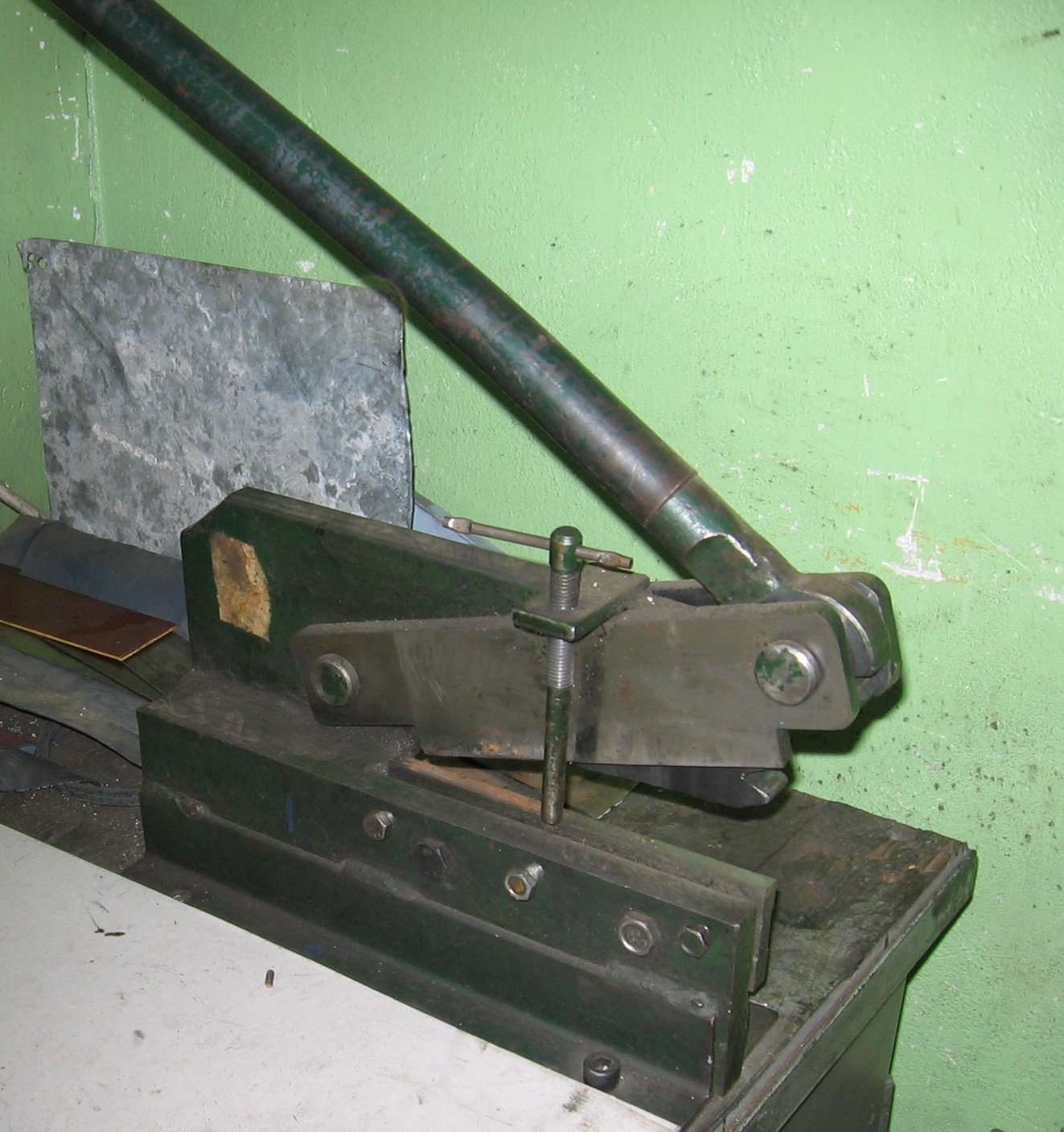
Foarfece manual de tablă de tip ghilotină (ştanţă).
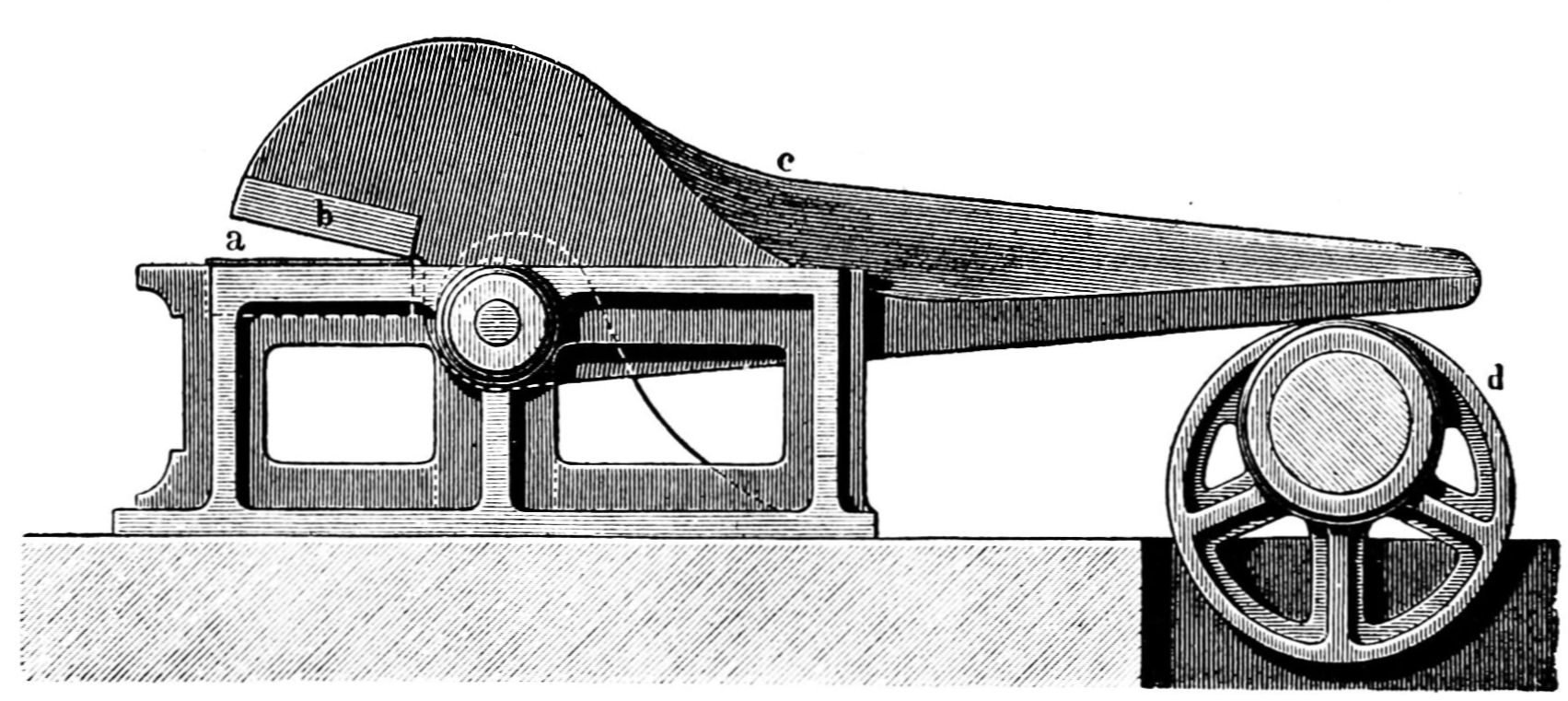
Foarfece cu acționare mecanică.
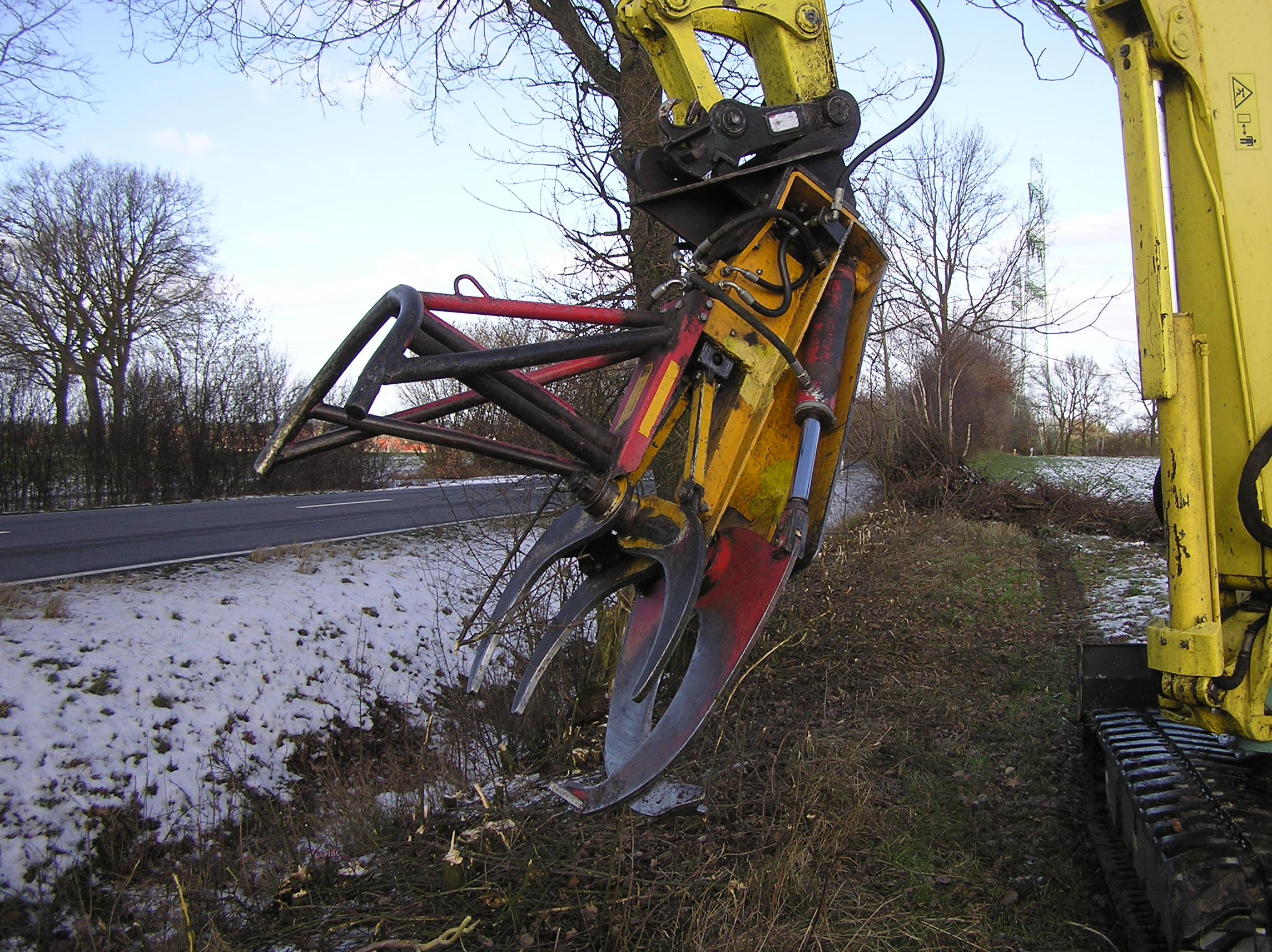
Utilaj foarfece de tăiat pomi.
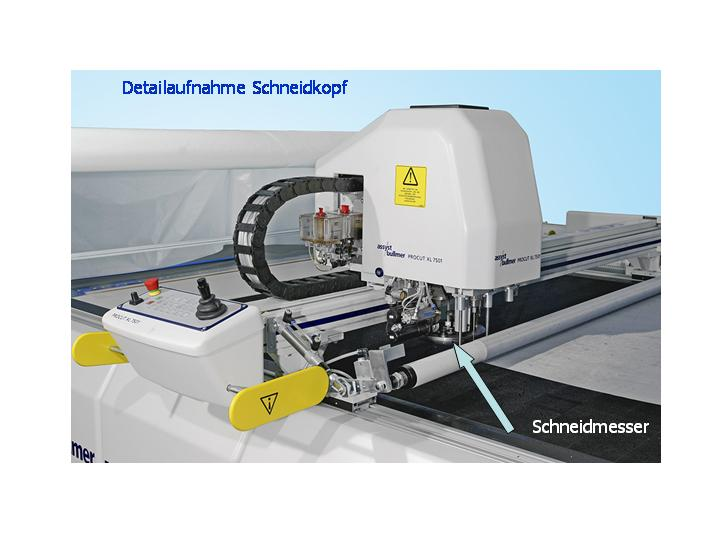
Utilaj cu cap de tăiat cu rolă.